# Leonid Hurwicz
Leonid "Leo" Hurwicz (Moskva, 21. kolovoza 1917. – Minneapolis, Minnesota 24. lipnja 2008.) - američki ekonomist židovskog porijekla rođen u Rusiji, poljskog državljanstva, najveći dio života proveo je u SAD-u. Dobio je Nobelovu nagradu za ekonomiju 2007. zajedno s Ericom Maskinom i Rogerom Myersonom. Primio je Nobelovu nagradu s 90 godina i to ga čini najstarijim nobelovcem. 
Hurwicz je bio počasni profesor ekonomije na Sveučilištu Minnesota. Pokrenuo je razvoj teorije dizajna mehanizama, koji se koristi u ekonomiji, političkim i društvenim znanostima; bio je također pionir u primjeni teorija igara u ekonomiji.
Nobelovu nagradu podijelio je s Ericom Maskinom i Rogerom Myersonom, koji su njegovo djelo rafinirali u tehnikama nesavršenih tržišta. Njihovo djelo se koristi kako bi se pronašla najefikasnija metoda alokacije resursa s obzirom na postojeće informacije.